# Purila
Purila est un village de la Commune de Rapla du Comté de Rapla en Estonie.
Au 31 décembre 2011, il compte 150 habitants.